# Benthanoides pauper
Benthanoides pauper är en kräftdjursart som först beskrevs av Jackson 1926.  Benthanoides pauper ingår i släktet Benthanoides och familjen Philosciidae. Inga underarter finns listade i Catalogue of Life.